# U-475 Black Widow
U-475 Black Widow ist ein ehemaliges U-Boot der sowjetischen Marine, das sich heute in englischem Privatbesitz befindet.

## Hintergrund
Das Boot gehört zur sogenannten Foxtrot-Klasse. Dies ist die (NATO-)Bezeichnung für eine Baureihe sowjetischer dieselelektrischer U-Boote. Nicht zuletzt aufgrund der besonderen Zuverlässigkeit der Klasse wurde Projekt 641, wie sie in der UdSSR genannt wurde, zu einem Exportschlager und in einige Staaten außerhalb der Sowjetunion verkauft.

## Geschichte
Das Black Widow wurde – unter dem eigentlichen Namen B-49 – in der Leningrader Sudomekh Werft gebaut und 1967 in Dienst gestellt. Bis 1974 war das Boot Bestandteil der Nordmeerflotte. Ab 1974 war es in Riga stationiert und diente (unter Kapitän Vitalij Burda) in der Baltischen Flotte, bevor es als Ausbildungsschiff für ausländische Mannschaften fungierte, die die Boote der Foxtrot-Klasse für ihre Marine erwerben wollten. 
1994 wurde B-49 außer Dienst gestellt und für 100.000 Dollar an einen englischen Geschäftsmann verkauft.

## Museumsschiff

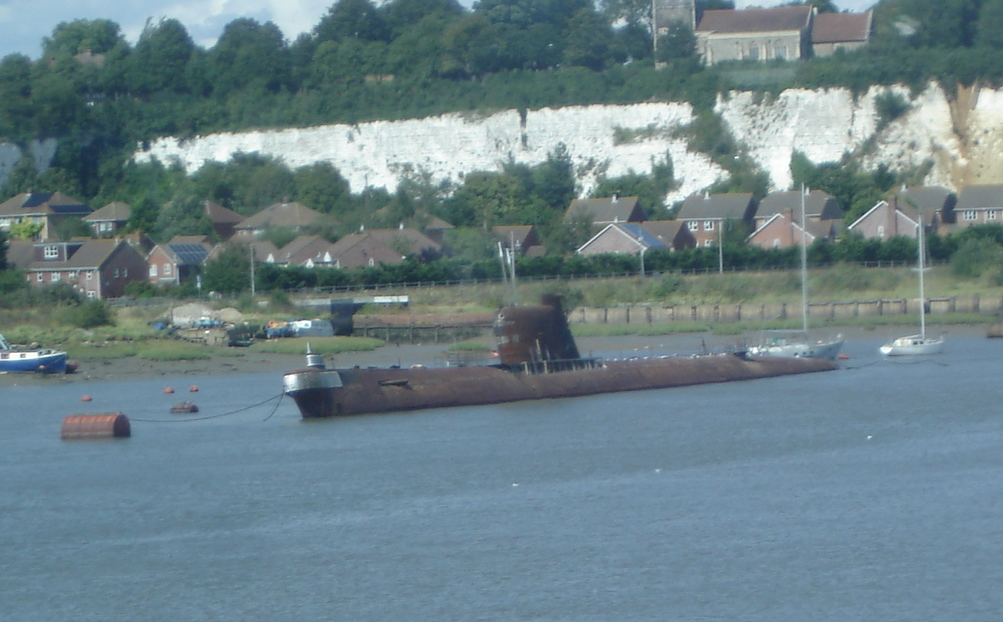
Aufnahme von 2014, in Strood

Nachdem das Schiff in private Hände gekommen war, wurde es unter dem Namen „U-475 Black Widow“ an der Long’s Wharf nahe der Thames Barrier festgemacht, wo es der Öffentlichkeit als Museumsschiff zugänglich gemacht wurde. 1998 wurde es nach Folkestone versetzt und diente dort demselben Zweck. 2004 wurde es abermals versetzt, diesmal zu seiner heutigen Position im River Medway zwischen den Orten Strood und Rochester in der Grafschaft Kent. Der Zustand des U-Boots ist desolat, es liegt schief im Wasser und hat sichtbare offene Stellen in der rostigen Verkleidung. Es ist seit der Versetzung geplant, es zu restaurieren.

## Filmkulisse
2014 wurde der Film Black Sea (Regie: Kevin Macdonald) mit Jude Law in der Hauptrolle gedreht, ein fiktives Drama über eine (missglückte) Bergung von Nazigold mithilfe eines U-Boots. Die Innenaufnahmen (und eine Totale von außen) entstanden auf U-475. 

## Namensgebung
Der ursprüngliche Bezeichnung dieses Bootes war B-49. Das B steht für Bolshaya (russisch für: Groß). Der neue Eigentümer taufte es willkürlich auf „Foxtrot B-39 U-475 Black Widow“. Der erste Teil sollte an die Bedeutung des Kriegsschiffs im Kalten Krieg erinnern, entfiel aber in späteren Namensnennungen. Ein U-Boot der Foxtrot-Klasse mit der Bezeichnung B-39 existiert aber tatsächlich und liegt als Museumsschiff in San Diego (USA). Die Benennung „U-475 Black Widow“ ist hingegen ein Einfall des englischen Käufers, da sowjetische Unterwassereinheiten der Foxtrot-Klasse weder eine U-Nummerierung besaßen noch eine Nummer -475 existiert, ebenso wenig wie Eigennamen.